# Traun
Traun (německy  tʁaʊ̯n, česky Travna) je rakouské okresní město ve spolkové zemi Horní Rakousy. Leží na řece Traun, v nadmořské výšce 273 m, 12 km jihozápadně od Lince. Žije zde přibližně 24 tisíc obyvatel. Je pátým největším městem Horních Rakous.

## Místní části
- Oedt
- St. Dionysen
- St. Martin
- Traun

## Památky

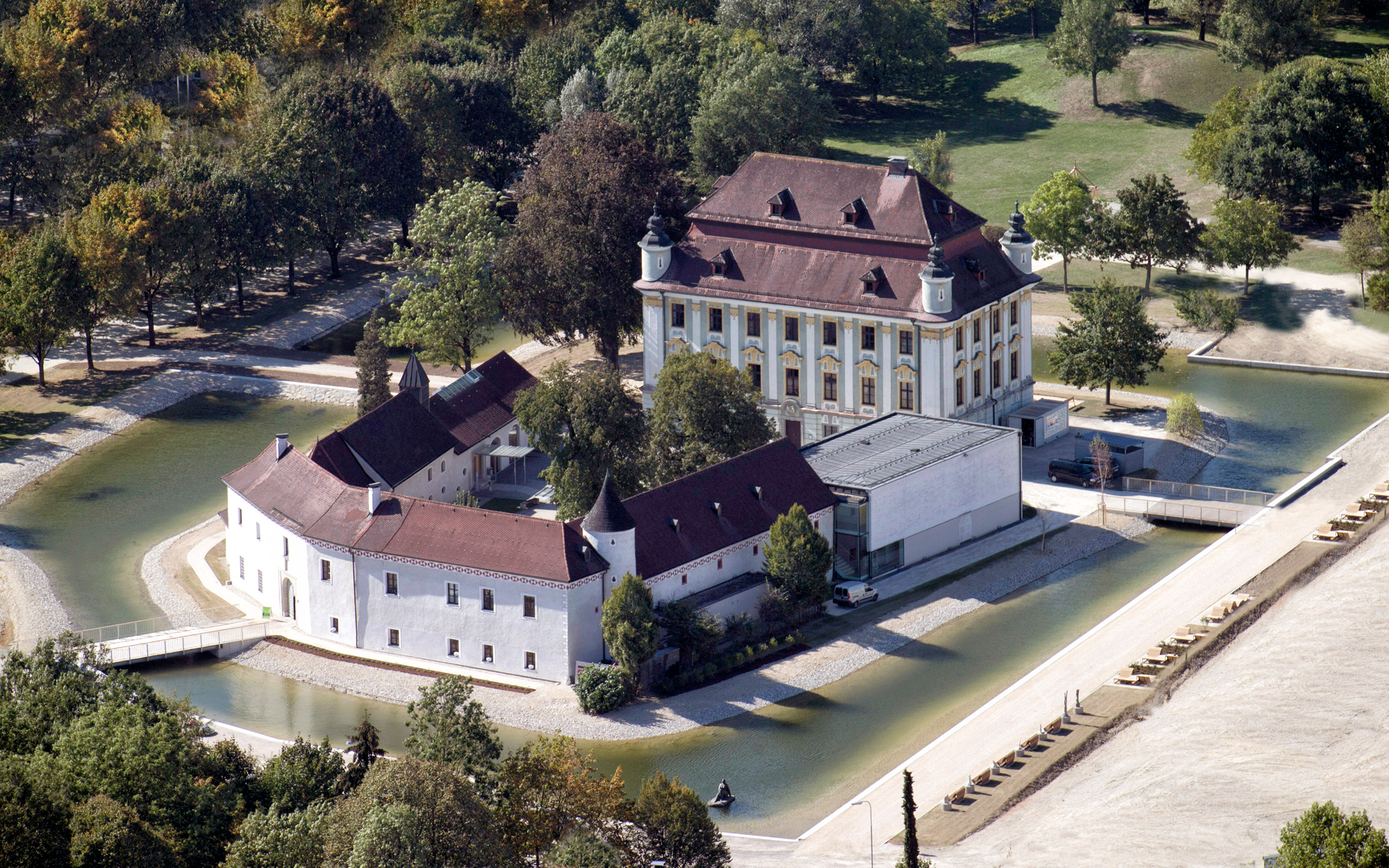
Zámek Traun

- Zámek Traun – původně vodní hrad z let 1120–1140, s dochovaným valem opevnění a příkopem, k němu přistavěna obdélná renesanční stavba zámku, v době barokní zvýšena a uzavřena mansardovou střechou; po staletí v majetku rodu Abenspergů; v současnosti slouží jako kulturní centrum města; slavnostní Schönbergův sál; zčásti se v objeku dochovala historická přádelna, slouží mj. jako kabaret
- římskokatolický farní kostel sv. Diviše (Hl. Dionysenkirche) – trojlodní novogotická bazilika podle projektu arch. Raimunda Jedlingera; nahradila starší stavbu a byla vysvěcená roku 1890; na přepážce hlavní lodi jsou osazeny pozdně gotické dřevěné sochy z doby kolem roku 1500; cenné nově rekonstruované varhany pocházejí rovněž z roku 1890; ostatní zařízení novodobé
- evangelický kostel
- římskokatolický kostel sv. Martina z roku 1989

## Slavnosti
- velikonoční slavnost
- vánoční trh od prvního adventní týdne

## Politika

### Starostové
- Franz Reinthaler (1860–1867)
- Josef Dorn (1867–1870)
- Johann Leitner (1870–1873)
- Josef Hörschinger (1873–1876)
- Josef Ossberger (1876– 1876)
- Josef Dorn (1880–1882)
- Wilhelm Lang (1882–1884)
- Johann Roithner (1884–1887)
- Heinrich Gruber (1887–1928)
- Josef Oberegger (1928–1933)
- Johann Mayrleb (1934–1934)
- Alois Mayr (1934–1938)
- Johann Stadler (1938–1938)
- Emil Schmöller (1938–1941)
- Johann Zdenek (1941–1945)
- Gustav Kögler (1945–1946)
- Johann Mayrleb (1946–1958)
- Franz Hannl (1958–1982)
- Josef Famler (1982–1994)
- Peter Schlögl (1994–2003)
- Harald Seidl (2003–2015)
- Rudolf Scharinger (2015–2021)
- Karl-Heinz Koll (od roku 2021)

## Partnerská města
Partnerskými městy Traunu jsou (v závorce je uvedeno datum podepsání partnerské dohody):
- Forlimpopoli, Itálie (2013) [2]

## Významné osobnosti

### Rodáci
- Josef Pühringer (* 1949), advokát a politik
- Katharina Krawagna-Pfeiferová (* 1956), novinářka